# علم الفلزات الحراري

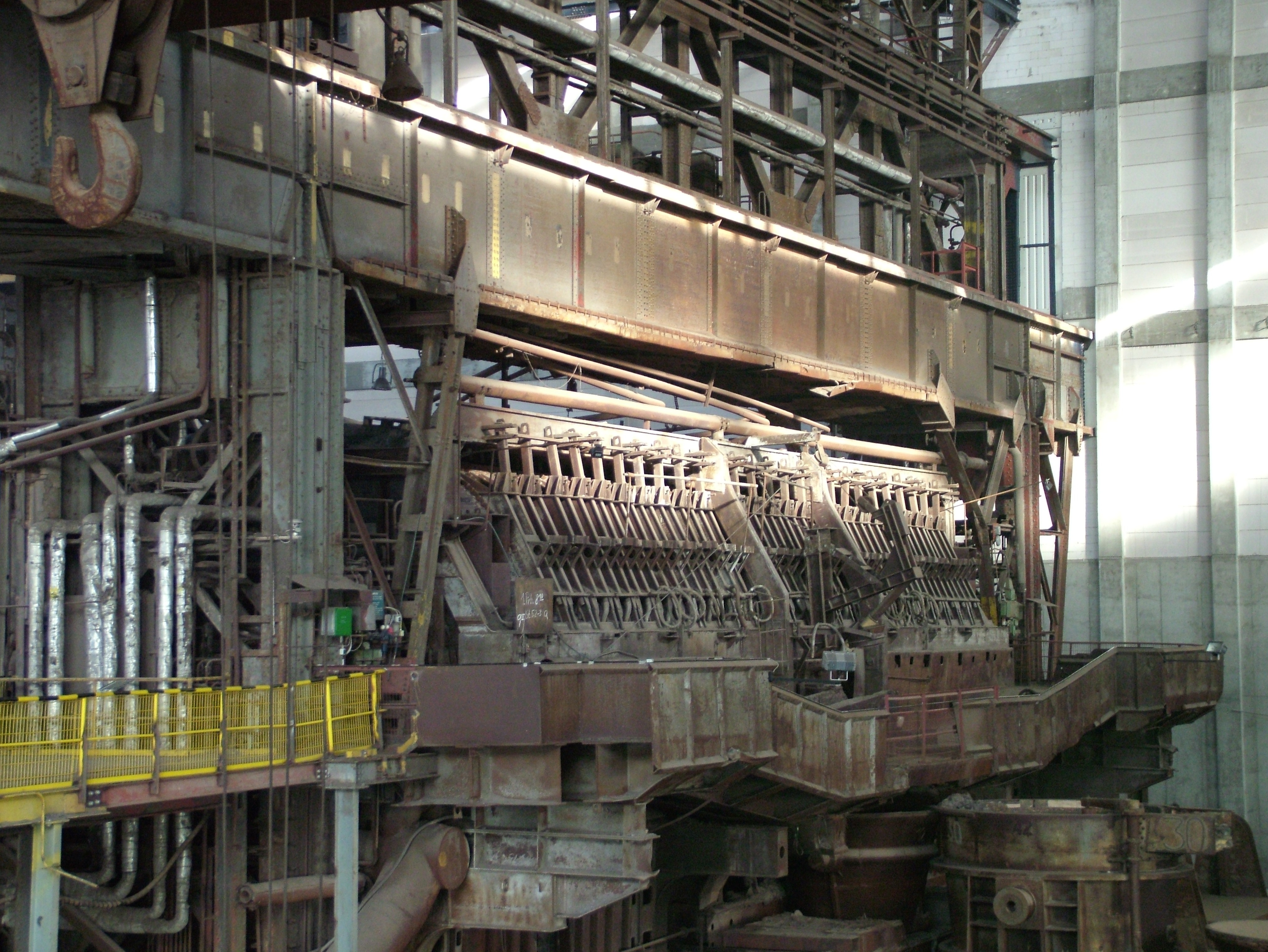

علم الفلزات الحراري (ملاحظة 1) هو فرع من علم استخلاص الفلزات يتضمن استخدام المعالجات الحرارية للخامات وللمعادن التي تحويها من أجل فصلها عن بعضها للحصول بالنهاية على الشكل النقي من الفلزات القيّمة الموجودة في الخامة.
من العمليات الكيميائية المتضمنة في هذا العلم كل من
- التكليس
- التحميص
- الصَّهْر